# 170.000 volt på havbunden
|  | Denne artikel er oprettet af botten Steenthbot ud fra en ekstern database. Den kan derfor have sproglige fejl eller mangler. Denne skabelon kan fjernes efter kontrol af indholdet. |

170.000 volt på havbunden er en dansk dokumentarfilm fra 1962 instrueret af Ingolf Boisen.